# Cloris Leachman
Cloris Leachman (Des Moines, 30 aprile 1926 – Encinitas, 27 gennaio 2021) è stata un'attrice statunitense.
Candidata per 22 volte ai Premi Emmy, vinse complessivamente un Golden Globe (su 4 candidature), un BAFTA e un National Board of Review. Nel 1972 si aggiudicò l'Oscar alla miglior attrice non protagonista per la sua interpretazione nel film di Peter Bogdanovich L'ultimo spettacolo.

## Biografia
Nata da genitori con ascendenze anche inglesi e boeme, nel 1946, a vent'anni, fu in lizza per il titolo di Miss America, dopo aver vinto il concorso di Miss Chicago. Dal 1948 apparve in piccole parti in produzioni televisive e seguì i corsi di recitazione di Stella Adler. Dopo una piccola parte non accreditata in Sinfonie eterne (1947) di Edgar G. Ulmer, fece il suo vero esordio nel cinema nel 1955 con il ruolo di una femme fatale nel noir Un bacio e una pistola di Robert Aldrich, divenuto in seguito un cult, cui seguirono Supplizio (1956) di Arnold Laven, con Paul Newman, e Sessualità (1962) di George Cukor. Dopo avere partecipato a numerose serie televisive, quasi mai in ruoli da protagonista, iniziò a recitare con parti di rilievo al cinema tra gli anni sessanta e settanta: di questo periodo si segnalano i film Butch Cassidy (1969) di George Roy Hill, con Paul Newman e Robert Redford, Amanti ed altri estranei (1970) di Cy Howard e Un uomo oggi (1970) di Stuart Rosenberg, ove, con il ruolo dell'amica paralitica della suicida Joanne Woodward, recitò nuovamente accanto a Paul Newman.
Nel 1971 ottenne uno dei suoi più grandi successi con la raffinata interpretazione di Ruth Popper in L'ultimo spettacolo di Peter Bogdanovich, che l'anno successivo le valse il premio Oscar alla miglior attrice non protagonista. Venne nuovamente diretta da Bogdanovich in Daisy Miller (1974) e Texasville (1990). Nel 1973 fu scritturata da John Milius nel poliziesco Dillinger, per poi recitare nella commedia di produzione disneyana Charley e l'angelo (1973) di Vincent McEveety, accanto a Fred MacMurray. Si rese indimenticabile a livello internazionale con il ruolo di Frau Blücher nell'esilarante Frankenstein Junior (1974) di Mel Brooks - probabilmente il personaggio più identificativo della sua carriera cinematografica - e con la divertente Nurse Charlotte Diesel (Fratella Diesel, nella versione italiana) in Alta tensione (1977), sempre di Brooks, che la diresse ancora in La pazza storia del mondo (1981). Nel 1980 partecipò a un altro film della Disney, Herbie sbarca in Messico di Vincent McEveety, sequel di una pellicola di successo del 1968 interpretata da Dean Jones. In seguito continuò a recitare in numerosi film, sempre con ruoli da caratterista.
Attiva costantemente in teatro, fu molto popolare anche in televisione con la situation comedy Mary Tyler Moore, in onda tra il 1970 e il 1977, dove interpretava Phyllis Lindstrom: sia il suo ruolo, sia quello di Rhoda, affidato a Valerie Harper, furono molto apprezzati dal pubblico, al punto che diventarono in seguito serie autonome, anche queste di successo. Negli anni 80 svolse per alcune stagioni il ruolo di Beverly Ann Stickle nella sit com L'albero delle mele. Dal 2000 al 2006 partecipò anche alla serie Malcolm in the Middle come madre di Lois. Dal 2010 al 2013 fu tra i protagonisti della serie Aiutami Hope!, dove interpretò il ruolo di Maw Maw, la sconclusionata nonna affetta da demenza senile. Dai primi anni novanta si dedicò anche al doppiaggio. Vincitrice di numerosi premi, nel 1980 ricevette una stella sulla Hollywood Walk of Fame. Insieme a Julia Louis-Dreyfus detiene il record come attrice con più Emmy Awards vinti nella storia, ben otto.
Cloris Leachmann è morta nel gennaio del 2021 a 94 anni, per ictus.

## Vita privata
Nel 1953 sposò il regista George Englund, da cui ebbe cinque figli: Adam (1953), Bryan (1955-1986, deceduto a causa di un'overdose di farmaci per l'ulcera), George Jr. (1957), Morgan (1963) e Dinah (1966). La coppia, separatasi nel 1974, divorziò nel 1978. Cloris Leachman era atea. 

## Filmografia

### Attrice

#### Cinema
- Sinfonie eterne (Carnagie Hall), regia di Edgar G. Ulmer (1947) - non accreditata
- Un bacio e una pistola (Kiss Me Deadly), regia di Robert Aldrich (1955)
- Supplizio (The Rack), regia di Arnold Laven (1956)
- Sessualità (The Chapman Report), regia di George Cukor (1962)
- Butch Cassidy (Butch Cassidy and the Sundance Kid), regia di George Roy Hill (1969)
- Amanti ed altri estranei (Lovers and Other Strangers), regia di Cy Howard (1970)
- Un uomo oggi (WUSA), regia di Stuart Rosenberg (1970)
- L'uomo della porta accanto (The People Next Door), regia di David Greene (1970)
- L'ultimo spettacolo (The Last Picture Show), regia di Peter Bogdanovich (1971)
- Charley e l'angelo (Charley and the Angel), regia di Vincent McEveety (1973)
- Dillinger, regia di John Milius (1973)
- Daisy Miller, regia di Peter Bogdanovich (1974)
- Frankenstein Junior (Young Frankenstein), regia di Mel Brooks (1974)
- Alta tensione (High Anxiety), regia di Mel Brooks (1977)
- Gli spostati di North Avenue (The North Avenue Irregulars), regia di Bruce Bilson (1979)
- Ecco il film dei Muppet (The Muppet Movie), regia di James Frawley (1979)
- Scavenger Hunt, regia di Michael Schultz (1979)
- Herbie sbarca in Messico (Herbie Goes Bananas), regia di Vincent McEveety (1980)
- La pazza storia del mondo (History of the World, Part I), regia di Mel Brooks (1981)
- Hansel e Gretel (Hansel and Gretel), regia di Len Talan (1987)
- La renna (Prancer), regia di John D. Hancock (1989)
- Mal d'amore (Love Hurts), regia di Bud Yorkin (1990)
- Texasville (Texasville), regia di Peter Bogdanovich (1990)
- Fantasma per amore (My Boyfriend's Back), regia di Bob Balaban (1993)
- A Beverly Hills... signori si diventa (The Beverly Hillbillies), regia di Penelope Spheeris (1993)
- Amiche per sempre (Now and Then), regia di Lesli Linka Glatter (1995)
- Quattro irresistibili brontoloni (Never Too Late), regia di Giles Walker (1996)
- La musica del cuore (Music of the Heart), regia di Wes Craven (1999)
- Avviso di chiamata (Hanging Up), regia di Diane Keaton (2000)
- Alex & Emma, regia di Rob Reiner (2003)
- Babbo bastardo (Bad Santa), regia di Terry Zwigoff (2003)
- Spanglish - Quando in famiglia sono in troppi a parlare (Spanglish), regia di James L. Brooks (2004)
- L'altra sporca ultima meta (The Longest Yard), regia di Peter Segal (2005)
- Sky High - Scuola di superpoteri (Sky High), regia di Mike Mitchell (2005)
- Mrs. Harris, regia di Phyllis Nagy (2005)
- Scary Movie 4, regia di David Zucker (2006)
- The Women, regia di Diane English (2008)
- New York, I Love You, regia di registi vari (2009)
- Expecting Mary, regia di Dan Gordon (2010)
- Ancora tu! (You Again), regia di Andy Fickman (2010)
- Gambit - Una truffa a regola d'arte (Gambit), regia di Michael Hoffman (2012)
- Il mondo degli adulti (Adult World), regia di Scott Coffey (2013)
- The Wedding Ringer - Un testimone in affitto (The Wedding Ringer), regia di Jeremy Garelick (2015)
- Manuale scout per l'apocalisse zombie (Scouts Guide to the Zombie Apocalypse), regia di Christopher Landon (2015)
- Anime gemelle (Baby, Baby, Baby), regia di Brian Klugman (2015)
- The Comedian, regia di Taylor Hackford (2016)
- The Bronx Bull, regia di Martin Guigui (2016)
- Una canzone per mio padre (I Can Only Imagine), regia di Andrew e Jon Erwin (2018)

#### Televisione
- The Ford Theatre Hour – serie TV, 1 episodio (1948)
- Actor's Studio – serie TV, 6 episodi (1948-1949)
- NBC Presents – serie TV, 1 episodio (1949)
- The Philip Morris Playhouse – serie TV, episodio 1x08 (1953)
- Screen Directors Playhouse – serie TV, episodio 1x06 (1955)
- Climax! – serie TV, episodi 1x35-4x22 (1955-1958)
- General Electric Theater – serie TV, episodi 4x12-10x27 (1955-1962)
- Alfred Hitchcock presenta (Alfred Hitchcock Presents) – serie TV, episodi 1x02-7x38 (1955-1962)
- Gunsmoke – serie TV, episodio 2x08 (1956)
- Telephone Time – serie TV, episodio 2x22 (1957)
- Lassie – serie TV, 28 episodi (1957-1958)
- Johnny Staccato – serie TV, episodio 1x21 (1960)
- Gli uomini della prateria (Rawhide) – serie TV, episodio 2x24 (1960)
- Scacco matto (Checkmate) – serie TV, episodio 1x11 (1960)
- Thriller – serie TV, episodio 1x09 (1960)
- Outlaws – serie TV, episodi 1x07-1x08 (1960)
- Ricercato vivo o morto (Wanted: Dead or Alive) – serie TV, episodio 3x10 (1960)
- Ai confini della realtà (The Twilight Zone) – serie TV, episodio 3x08 (1961)
- Hawaiian Eye – serie TV, episodio 2x23 (1961)
- Going My Way – serie TV, episodio 1x11 (1962)
- Indirizzo permanente (77 Sunset Strip) – serie TV, 3 episodi (1961-1963)
- Corruptors (Target: The Corruptors) – serie TV, episodio 1x22 (1962)
- The New Breed – serie TV, episodio 1x34 (1962)
- La parola alla difesa (The Defenders) – serie TV, episodio 4x05 (1964)
- Mr. Novak – serie TV, episodi 2x18-2x19 (1965)
- A Man Called Shenandoah – serie TV, episodio 1x04 (1965)
- I giorni di Bryan (Run for Your Life) – serie TV, episodio 2x18 (1967)
- I sentieri del west (The Road West) – serie TV, episodio 1x26 (1967)
- Il virginiano (The Virginian) – serie TV, episodi 5x18-7x20 (1967-1969)
- Reporter alla ribalta (The Name of the Game) – serie TV, episodio 1x05 (1968)
- Lancer – serie TV, episodi 1x19-2x12 (1969)
- Mary Tyler Moore – serie TV, 34 episodi (1970-1977)
- Scapolo in rodaggio (Suddenly Single), regia di Jud Taylor – film TV (1971)
- Una vita tutta nuova (A Brand New Life), regia di Sam O'Steen – film TV (1973)
- Il club del crimine (Crime Club), regia di David Lowell Rich – film TV (1973)
- La stanza della morte (Dying Room Only), regia di Philip Leacock – film TV (1973)
- Gli emigranti (The Migrants), regia di Tom Gries – film TV (1974)
- Il gioco del giovedì (Thursday's Game), regia di Robert Moore – film TV (1974)
- Qualcuno che ho toccato (Someone I Touched), regia di Lou Antonio – film TV (1975)
- Una bambina difficile (A Girl Named Sooner), regia di Delbert Mann – film TV (1975)
- Un grido di morte (Death Scream), regia di Richard T. Heffron – film TV (1975)
- Wonder Woman (The New Original Wonder Woman), regia di Leonard J. Horn – film TV (1975)
- Phyllis – serie TV, 48 episodi (1975-1977)
- Love Boat (The Love Boat), regia di Richard Kinon e Alan Myerson – film TV (1976)
- It Happened One Christmas, regia di Donald Wrye – film TV (1977)
- S.O.S. Titanic, regia di William Hale – film TV (1979)
- La Casa Bianca dalla porta di servizio (Backstairs at the White House), regia di Michael O'Herlihy – miniserie TV (1979)
- Ostaggio per il demonio (The Demon Murder Case), regia di William Hale – film TV (1983)
- The Facts of Life Down Under, regia di Stuart Margolin – film TV (1987)
- L'albero delle mele (The Facts of Life) – serie TV, 48 episodi (1986-1988)
- Matt Hotel (The Nutt House) – serie TV, 10 episodi (1989)
- Vendetta alla luce del giorno (In Board Daylight), regia di James Steven Sadwith – film TV (1991)
- Walter & Emily – serie TV, 13 episodi (1991-1992)
- La tata (The Nanny) – serie TV, 1 episodio (1993)
- Terra promessa (Promised Land) – serie TV, 2 episodi (1996-1997)
- The Ellen Show – serie TV, 18 episodi (2001-2002)
- Malcolm (Malcolm in the Middle) – serie TV, 11 episodi (2001-2006)
- Joan of Arcadia – serie TV, 1 episodio (2004)
- Beach Girls - Tutto in un'estate (Beach Girls), regia di Paul Shapiro e Sandy Smolan – miniserie TV (2005)
- Due uomini e mezzo (Two and a Half Men) – serie TV, 1 episodio (2005)
- Lake Placid 2 - Il terrore continua (Lake Placid 2), regia di David Flores – film TV (2007)
- Hawthorne - Angeli in corsia (Hawthorne) – serie TV, 1 episodio (2009)
- Aiutami Hope! (Raising Hope) – serie TV, 71 episodi (2010-2013)
- Girl Meets World – serie TV, episodio 1x06 (2014)
- Hawaii Five-0 – 1 episodio (5x17) (2015)
- American Gods – serie TV (2017)

### Doppiatrice
- I Simpson (The Simpsons) – serie TV, 1 episodio (1991)
- Le avventure di Stanley (A Troll in Central Park), regia di Don Bluth e Gary Goldman (1994)
- Beavis & Butt-Head alla conquista dell'America (Beavis and Butt-Head do America), regia di Mike Judge (1996)
- Il gigante di ferro (The Iron Giant), regia di Brad Bird, Jeffrey Lynch (1999)
- I Croods (The Croods), regia di Kirk DeMicco e Chris Sanders (2013)
- I Croods 2 - Una nuova era (The Croods: A New Age), regia di Joel Crawford (2020)

## Teatro
- Happy Birthday, di Anita Loos, regia di Joshua Logan. Broadhurst Theatre di Broadway (1946)
- John Loves Mary, di Norman Krasna, regia di Joshua Logan. Booth Theatre e Music Box Theatre di Broadway (1947)
- Sundown Beach, di Bessie Breuer, regia di Elia Kazan. Belasco Theatre di Broadway (1948)
- South Pacific, libretto di Oscar Hammerstein II e Joshua Logan, colonna sonora di Richard Rodgers, regia di Joshua Logan. Majestic Theatre di Broadway (1952)
- Come vi piace, di William Shakespeare, regia di Michael Benthall, con Katharine Hepburn. Cort Theatre di Broadway (1950)
- A Story for a Sunday Evening, testo e regia di Paul Crabtree. Playhouse Theatre di Broadway (1950)
- Lo and Behold!, di John Patrick, regia di Burgess Meredith. Booth Theatre di Broadway (1951)
- Dear Barbarians, di Lexford Richards, regia di Gant Gaither. Royale Theatre di Broadway (1952)
- Sunday Breakfast, di Emery Rubio e Miriam Balf, regia di Stella Adler. Coronet Theatre di Broadway (1952)
- King of Hearts, di Jean Kerr ed Eleanor Brooke, regia di Walter Kerr. Lyceum Theatre e National Theatre di Broadway (1954)
- Il crogiuolo, di Arthur Miller, regia di Jed Harris. Al Hirschfeld Theatre di Broadway (1955)
- A Touch of the Poet, di Eugene O'Neill, regia di Harold Clurman. Halen Hayes Theatre di Broadway (1958)
- Masquerade, di Sigmund Miller, regia di Jed Horner. John Golden Theatre di Broadwaya (1959)
- Show Boat, libretto di Oscar Hammerstein II, colonna sonora di Jerome Kern, regia di Harold Prince. Tour statunitense (1997)
- My Fair Lady, libretto di Alan Jay Lerner, colonna sonora di Frederick Loewe, regia di Marcia Milgrom Dodge. Kennedy Center di Washington (2013)

## Riconoscimenti
- Premio Oscar
  - 1972 – Miglior attrice non protagonista per L'ultimo spettacolo
- Golden Globe
  - 1972 – Candidatura per la migliore attrice non protagonista per L'ultimo spettacolo
  - 1973 – Candidatura per la miglior attrice in una serie commedia o musicale per Charley e l'angelo
  - 1975 – Candidatura per la miglior attrice in una serie commedia o musicale per Frankenstein Junior
  - 1976 – Miglior attrice in una serie commedia o musicale per Phyllis
- BAFTA
  - 1973 – Migliore attrice non protagonista per L'ultimo spettacolo
- Premio Emmy
  - 1972 – Candidatura per la miglior attrice non protagonista in una serie commedia per The Mary Tyler Moore Show
  - 1973 – Candidatura per la miglior attrice non protagonista in una serie commedia per The Mary Tyler Moore Show
  - 1973 – Miglior attrice protagonista in una miniserie o film TV per A Brand New Life
  - 1974 – Miglior attrice non protagonista in una serie commedia per The Mary Tyler Moore Show
  - 1974 – Candidatura per la miglior attrice protagonista in una serie drammatica per The Migrants
  - 1975 – Miglior performance in uno speciale musicale o varietà per Cher
  - 1975 – Miglior guest star in una serie commedia o drammatica per The Mary Tyler Moore Show
  - 1976 – Candidatura per la miglior attrice protagonista in una serie commedia per Phyllis
  - 1976 – Candidatura per la miglior attrice non protagonista in uno speciale musicale o varietà per Telly... Who Loves Ya Baby?
  - 1978 – Candidatura per la miglior attrice non protagonista in uno speciale drammatico o commedia per It Happened One Christmas
  - 1983 – Miglior performance in un programma per bambini per The Woman Who Willed a Miracle
  - 1984 – Candidatura la miglior attrice non protagonista in una miniserie o speciale TV per Ernie Kovacs: Between the Laughter
  - 1984 – Miglior performance in uno speciale varietà o musicale per Screen Actors Guild 50th Anniversary Celebration
  - 1998 – Miglior guest star in una serie drammatica per La terra promessa
  - 2001 – Candidatura per la miglior attrice non protagonista in una serie commedia per Malcolm
  - 2002 – Miglior attrice non protagonista in una serie commedia per Malcolm
  - 2003 – Candidatura per la miglior attrice guest star in una serie commedia per Malcolm
  - 2004 – Candidatura per la miglior attrice guest star in una serie commedia per Malcolm
  - 2005 – Candidatura per la miglior attrice guest star in una serie commedia per Malcolm
  - 2005 – Candidatura per la miglior attrice guest star in una serie drammatica per Joan of Arcadia
  - 2006 – Miglior attrice guest star in una serie commedia per Malcolm
  - 2006 – Candidatura per la miglior attrice non protagonista in una miniserie o film TV per Mrs. Harris
  - 2011 – Candidatura per la miglior attrice ospite in una serie commedia per Raising Hope
- National Board of Review Award
  - 1971 – Miglior attrice non protagonista per L'ultimo show
- Screen Actors Guild Award
  - 2005 – Candidatura alla migliore attrice non protagonista cinematografica per Spanglish
  - 2006 – Candidatura alla migliore attrice non protagonista cinematografica per Mrs. Harris
- Theatre World Award
  - 1951 – Miglior esordiente per A Story for a Sunday Evening

## Doppiatrici italiane
Nelle versioni in italiano dei suoi film, Cloris Leachman è stata doppiata da:
- Angiolina Quinterno in Mary Tyler Moore, L'ultimo spettacolo, Phyllis, Due magiche gemelle, Un detective in corsia, Sky High - Scuola di superpoteri
- Graziella Polesinanti ne Il tocco di un angelo, The Office, The Women, New York, I Love You, The Wedding Ringer - Un testimone in affitto, American Gods
- Gianna Piaz in Frankenstein Junior, Alta tensione, Matt Hotel
- Flaminia Jandolo in Un uomo oggi, Joan of Arcadia
- Francesca Palopoli in Daisy Miller, Mal d'amore
- Wanda Tettoni in S.O.S. Titanic, Terra promessa
- Alina Moradei in Texasville, Alex & Emma
- Tiziana Avarista in L'altra sporca ultima meta, Gambit - Una truffa a regola d'arte
- Miranda Bonansea in La musica del cuore, Malcolm
- Rosetta Calavetta in L'uomo della porta accanto
- Maria Pia Di Meo in Charley e l'angelo
- Ludovica Modugno in Gli spostati di North Avenue
- Laura Gianoli in Herbie sbarca in Messico
- Liliana Jovino in Hansel e Gretel
- Gabriella Genta in A Beverly Hills... signori si diventa
- Isa Di Marzio in La tata
- Alba Cardilli in Avviso di chiamata
- Franca Lumachi in Due uomini e mezzo
- Rita Savagnone in Spanglish - Quando in famiglia sono in troppi a parlare
- Paola Giannetti in Mrs. Harris
- Roberta Gasparetti in Scary Movie 4
- Cristina Grado in Lake Placid 2 - Il terrore continua
- Paila Pavese in Aiutami Hope!
- Lorenza Biella in Hawaii Five-0
- Doriana Chierici in Una canzone per mio padre
- Angiola Baggi in Un bacio e una pistola (ridoppiaggio)
- Pinella Dragani in L'ultimo spettacolo (ridoppiaggio)
- Anna Maria Mantovani in La musica del cuore (ridoppiaggio)

Da doppiatrice è sostituita da:
- Paola Giannetti in I Croods, I Croods 2 - Una nuova era
- Tiziana Avarista in Le avventure di Stanley